# Pierwiastek z jedynki
Pierwiastek z jedynki {\displaystyle n}-tego stopnia w ciele K – element {\displaystyle a\in K} spełniający równość:
{\displaystyle a^{n}=1}
gdzie {\displaystyle n} jest liczbą naturalną większą od 0. Ciałem {\displaystyle K} może być w szczególności ciało liczb zespolonych {\displaystyle \mathbb {C} }.

## Grupa pierwiastków z jedynki
Zbiór wszystkich pierwiastków z jedynki stopnia {\displaystyle n}
tworzy grupę ze względu na mnożenie. Grupa ta jest grupą cykliczną rzędu {\displaystyle n,} zatem jest ona izomorficzna z grupą addytywną klas reszt {\displaystyle \mathbb {Z} _{n}.}

## Pierwiastki z jedynki w ciele liczb zespolonych

Pierwiastki piątego stopnia z jedynki na płaszczyźnie zespolonej

Istnieje dokładnie {\displaystyle n} różnych pierwiastków stopnia {\displaystyle n} z jedynki w zbiorze liczb zespolonych {\displaystyle \mathbb {C} }; dane są one wzorami de Moivre'a:
{\displaystyle \omega _{n}^{(k)}=\cos \left({\tfrac {2k\pi }{n}}\right)+i\sin \left({\tfrac {2k\pi }{n}}\right)} , {\displaystyle k=0,1,\dots ,n-1}
lub równoważnie
{\displaystyle \omega _{n}^{(k)}=e^{\frac {2\pi ik}{n}}}, {\displaystyle k=0,1,\dots ,n-1}
Tradycyjnie liczby {\displaystyle k=0,1,\dots ,n-1} ustanawia się jednocześnie indeksami poszczególnych pierwiastków z jedynki stopnia {\displaystyle n}.
Pierwiastki z jedynki w ciele liczb zespolonych nazywane są także liczbami de Moivre’a dla uhonorowania francuskiego matematyka Abrahama de Moivre’a. 

### Przykłady
Z powyższych wzorów otrzymujemy:
- Pierwiastki 1-go stopnia z jedynki: {\displaystyle \omega _{0}=1}
- Pierwiastki 2-go stopnia z jedynki: {\displaystyle \omega _{0}=1,\ \omega _{1}=-1}
- Pierwiastki 3-go stopnia z jedynki: {\displaystyle \omega _{0}=1,\ \ \omega _{1}={\tfrac {-1+i{\sqrt {3}}}{2}},\ \ \omega _{2}={\tfrac {-1-i{\sqrt {3}}}{2}}}

- Pierwiastki 4-go stopnia z jedynki: {\displaystyle \omega _{0}=1,\ \ \omega _{1}=i,\ \ \omega _{2}=-1,\ \ \omega _{3}=-i}

### Własności
(1) Na płaszczyźnie zespolonej pierwiastki {\displaystyle n}-tego stopnia z jedności są wierzchołkami wielokąta foremnego o {\displaystyle n} bokach wpisanego w okrąg jednostkowy, którego jeden z wierzchołków leży w punkcie {\displaystyle 1.} Realizują one podział tego okręgu na {\displaystyle n} równych części.
(2) Dla {\displaystyle n>1} wszystkie pierwiastki z jedynki {\displaystyle n}-tego stopnia sumują się do {\displaystyle 0{:}}
{\displaystyle \sum _{k=0}^{n-1}e^{\frac {2\pi ik}{n}}=0}
(3) Przypadek {\displaystyle n=2} powyższej tożsamości jest znany pod nazwą tożsamości Eulera:
{\displaystyle e^{\pi i}+1=0}
(4) Grupy {\displaystyle \mathbb {C} _{n}} pierwiastków z jedności {\displaystyle n}-tego stopnia  wyczerpują skończone podgrupy grupy multiplikatywnej ciała liczb zespolonych. Ważnymi ze względu na klasyfikację grup abelowych są grupy
{\displaystyle \mathbb {C} _{p^{\infty }}{\overset {\underset {\mathrm {def} }{}}{=}}\bigcup _{n=1}^{\infty }~\mathbb {C} _{p^{n}},}
gdzie {\displaystyle p} jest ustaloną liczbą pierwszą.

## Pierwiastki pierwotne z jedynki

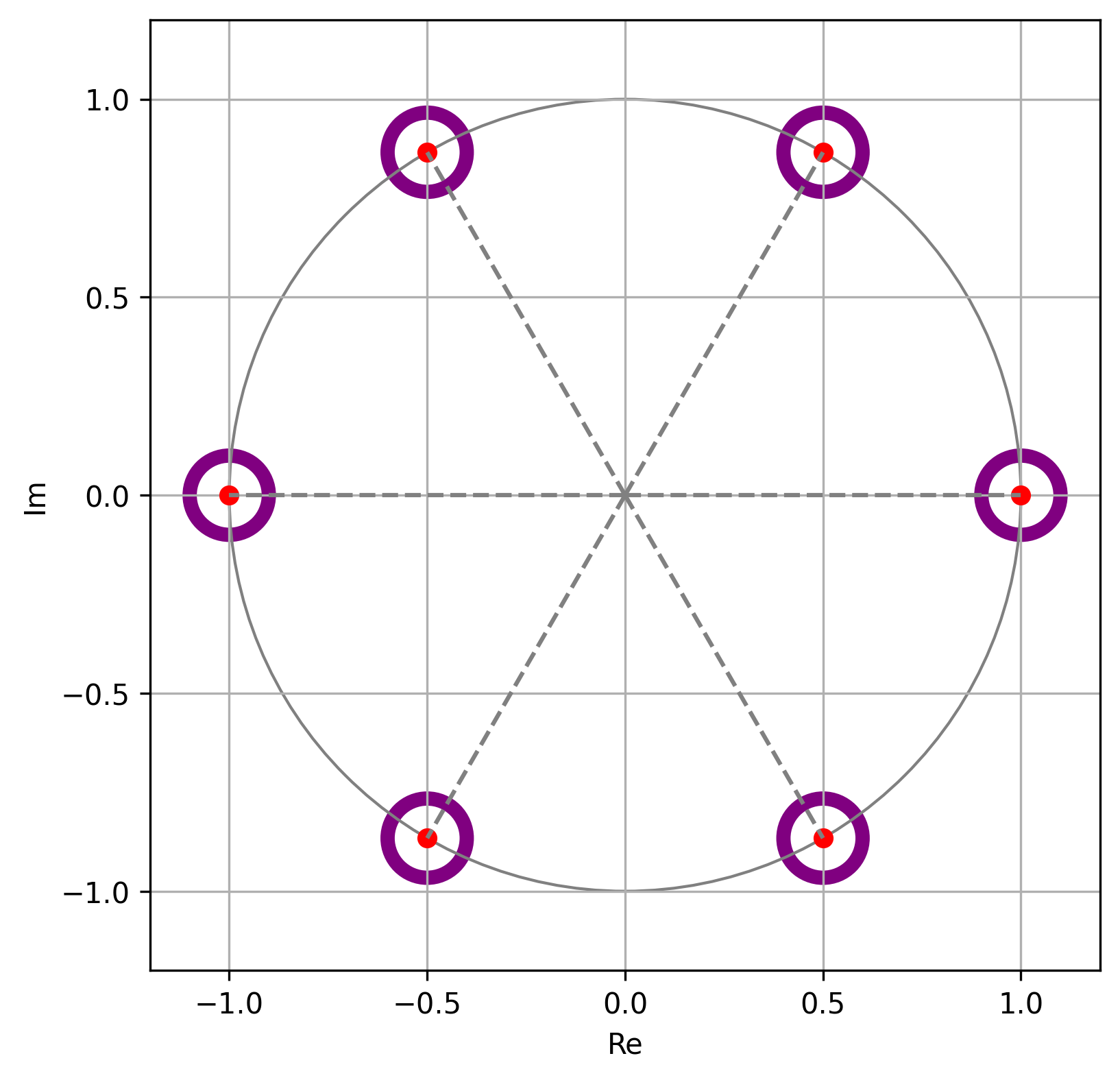
Pierwiastki z jedynki stopnia 6-go. Tylko pierwiastek 1-szy i 5-ty są pierwiastkami pierwotnymi (generują wszystkie inne poprzez mnozenie przez siebie).

Df. Pierwiastkami pierwotnymi stopnia {\displaystyle n} z jedynki nazywamy te spośród pierwiastków {\displaystyle \omega _{n}^{(k)}}, {\displaystyle k=0,1,\dots ,n-1}, które są generatorami grupy, jaką tworzą te pierwiastki. Innymi słowy, wszystkie pozostałe pierwiastki można otrzymać z mnożenia przez siebie generatora odpowiednią ilość razy. 
Tw. 1 Dla stopnia {\displaystyle n} pierwiastkiem pierwotnym z jedynki jest na pewno pierwiastek postaci
{\displaystyle \omega =\cos {\frac {2\pi }{n}}+i\sin {\frac {2\pi }{n}}}
lub równoważnie, w zapisie wykładniczym
{\displaystyle \omega =e^{\frac {2\pi i}{n}}}
Dowód: Ze wzoru de Moivre'a mamy dla  {\displaystyle k=1,\dots ,n-1}
{\displaystyle \omega ^{k}=\left(\cos {\frac {2\pi }{n}}+i\sin {\frac {2\pi }{n}}\right)^{\!k}=\cos {\frac {2k\pi }{n}}+i\sin {\frac {2k\pi }{n}}\neq 1}
zaś dla {\displaystyle k=n}  mamy
{\displaystyle \omega ^{n}=\left(\cos {\frac {2\pi }{n}}+i\sin {\frac {2\pi }{n}}\right)^{\!n}=\cos 2\pi +i\sin 2\pi =1,}
co dowodzi, że {\displaystyle k=n} jest najniższym stopniem, dla którego {\displaystyle \omega ^{k}=1}. Oznacza to, że {\displaystyle \omega =\cos {\tfrac {2\pi }{n}}+i\sin {\tfrac {2\pi }{n}}} jest pierwotnym pierwiastkiem z jedynki stopnia {\displaystyle n}.
Tw. 2 Pierwiastek stopnia {\displaystyle n} z jedynki o indeksie {\displaystyle k} jest pierwotny, jeżeli liczba {\displaystyle k} jest względnie pierwsza względem stopnia {\displaystyle n} pierwiastka. 
Z Tw. 2 wynika stąd, że pierwiastkami prymitywnymi z jedynki są 
- 1-go stopnia: {\displaystyle \omega _{0}=1}
- 2-go stopnia: {\displaystyle \omega _{1}=-1}
- 3-go stopnia: {\displaystyle \omega _{1}={\tfrac {-1+i{\sqrt {3}}}{2}},\ \ \omega _{2}={\tfrac {-1-i{\sqrt {3}}}{2}}}

- 4-go stopnia: {\displaystyle \omega _{1}=i,\ \ \omega _{3}=-i}
- 5-go stopnia: {\displaystyle \omega _{1},\ \ \omega _{2},\ \ \omega _{3},\ \ \omega _{4}}
- 6-go stopnia: {\displaystyle \omega _{1},\ \ \omega _{5}}
- 7-go stopnia: {\displaystyle \omega _{1},\ \ \omega _{2},\ \ \omega _{3},\ \ \omega _{4},\ \ \omega _{5},\ \ \omega _{6}}
- 8-go stopnia: {\displaystyle \omega _{1},\ \ \omega _{3},\ \ \omega _{5},\ \ \omega _{7}}
- 9-go stopnia: {\displaystyle \omega _{1},\ \ \omega _{2},\ \ \omega _{4},\ \ \omega _{5},\ \ \omega _{7},\ \ \omega _{8}}
- 10-go stopnia: {\displaystyle \omega _{1},\ \ \omega _{3},\ \ \omega _{7},\ \ \omega _{9}}

Obliczając liczby pierwiastków dla poszczególnych stopni otrzymamy:
{\displaystyle \varphi (1)=1,\varphi (2)=1,} {\displaystyle \varphi (3)=2,\varphi (4)=2,} {\displaystyle \varphi (5)=4,\varphi (6)=2,} {\displaystyle \varphi (7)=6,\varphi (8)=4,} {\displaystyle \varphi (9)=6,\varphi (10)=4,}
- zgodnie z funkcją Eulera, co wyraża poniższe twierdzenie.
Tw. 3 Liczba pierwiastków pierwotnych stopnia {\displaystyle n} z jedynki jest równa {\displaystyle \varphi (n),} gdzie {\displaystyle \varphi } jest funkcją Eulera.
Tw. 4 Pierwiastek pierwotny stopnia n z jedynki spełnia równanie algebraiczne stopnia n-1 postaci:
{\displaystyle \omega ^{n-1}+\omega ^{n-2}+\ldots +\omega +1=0}
Dowód:
Z twierdzenia o sumowaniu się wszystkich pierwiastków stopnia n mamy
{\displaystyle \sum _{k=0}^{n-1}e^{\frac {2\pi ik}{n}}=0}
Dokonując przekształceń i podstawiając do równania postać wykładniczą pierwiastka pierwotnego {\displaystyle \omega =e^{\frac {2\pi i}{n}}} otrzymamy
{\displaystyle \sum _{k=0}^{n-1}{\Big (}e^{\frac {2\pi i}{n}}{\Big )}^{k}=\sum _{k=0}^{n-1}\omega ^{k}=\omega ^{0}+\omega ^{1}+\ldots +\omega ^{n-1}=0}

Ponieważ {\displaystyle \omega ^{0}=1}, to po zamianie kolejności składników sumy na odwrotny otrzymamy tezę, cnd.

## Literatura dodatkowa
- Bagiński Cz.: Wstęp do teorii grup. Warszawa: SCRIPT, 2005. ISBN 83-904564-9-4. Brak numerów stron w książce